# Relations entre l'extrême droite européenne et Israël depuis les années 2010
Les relations entre l'extrême droite européenne et Israël sont marquées depuis les années 2010 par un rapprochement manifeste, dans lequel l'objectif commun de combat contre les musulmans et l'adhésion à des valeurs illibérales jouent un rôle central. Alors que l'antisémitisme était une idéologie dominante au sein de nombreux partis de l'extrême droite européenne, il y a perdu de son intensité ; l'islamophobie réunit désormais la plupart des différentes mouvances de l'extrême droite en Europe, qui voient en Israël un allié de l'Occident au Moyen-Orient. L'antisémitisme traditionnel de l'extrême droite en Europe n'a pas vraiment disparu selon certains analystes, mais il a été masqué par un discours de soutien à Israël. Les partis européens d'extrême droite approuvent la politique israélienne autoritaire de répression des Palestiniens et des militants de gauche. Parallèlement à cette évolution des ultraconservateurs européens, la montée en puissance de l'extrême droite au sein de la société israélienne favorise une proximité nouvelle avec l'extrême droite en Europe.

## Soutien d'une partie de l'extrême droite européenne à Israël
Les partis d'extrême droite européens qui veulent accéder au pouvoir ont lissé leur discours et tenté de faire oublier leur passé antisémite, même si leur électorat demeure plus réceptif à l'antisémitisme que le reste de la population. Il arrive que des leaders d'extrême droite déforment l'histoire de la Shoah dans un sens favorable au pouvoir nazi ou aux collaborateurs avec le IIIe Reich, comme Marine Le Pen en France qui a nié le rôle de l'Etat français dans la rafle du Vel d'Hiv, ou le vice-président de l’Alternative pour l’Allemagne (AfD) qui a jugé admirable l'efficacité de l'armée allemande pendant la Seconde Guerre mondiale ; toutefois au-delà de ces propos occasionnels ces mêmes leaders mettent à distance le passé de l'extrême droite dans leur pays.
C'est désormais l'immigré musulman qui est désigné comme étant l'Autre, extérieur au groupe majoritaire. En Suisse Oskar Freysinger, partisan d'interdire les minarets, évoque une "islamisation démographique, sociologique et psychologique de l'Europe" ; en France Marine Le Pen assimile les prières de musulmans aux abords de mosquées qui manquent de place à l'occupation nazie pendant la Seconde Guerre mondiale ; au Pays-Bas Geert Wilders appelle à une « alliance internationale pour la liberté » et « contre l'islam ».
Le soutien à Israël, dans ce contexte d'islamophobie peu dissimulée, constitue un «marqueur des extrêmes droites». Au-delà d'Israël, les juifs de manière générale, d'anciens parias, sont devenus aux yeux de l'extrême droite européenne des alliés contre une prétendue menace qui viserait l'Occident.

### Motivations de l'extrême droite européenne
Le soutien à Israël est avantageux pour l'extrême droite européenne parce qu'il permet de parer aux accusations d'antisémitisme et de restaurer une image que les crimes passés ont gravement dégradée,. En réalité, dans de larges secteurs de l'extrême droite contemporaine, l'antisémitisme perdure mais il s'est transformé pour prendre la forme paradoxale d'un «antisémitisme pro-israélien».
Un autre bénéfice consiste à opérer une jonction avec Israël, dont les Européens d'extrême droite admirent la politique belliqueuse à l'égard de l'islam (politique qu'ils analysent dans ces termes). Israël leur apparaît de ce point de vue comme un modèle à imiter et comme « un rempart de l’Occident » contre la « menace musulmane »,. La majeure partie de l'extrême droite européenne est islamophobe et s'en justifie en se référant à la théorie du « choc des civilisations » de Samuel Huntington.
Une frange importante de l'extrême droite européenne entretient des affinités idéologiques avec Israël, partageant avec ce pays plusieurs traits, notamment le nationalisme très affirmé ; le fait d'identifier un Etat, une nation, une religion ; et le rejet du multiculturalisme.

### Formes de soutien
Le rapprochement avec Israël s'exprime de multiples manières, par une série de prises de position sur le conflit israélo-palestinien, par des votes au Parlement européen, et par des visites rendues à des chefs politiques israéliens.
Les leaders européens d'extrême droite affirment leur refus de reconnaître un Etat de Palestine,. Ils approuvent la colonisation israélienne des territoires palestiniens occupés. Ils présentent le conflit arabo-israélien comme une « lutte entre la culture occidentale et l'islam radical » (selon les termes du Belge Filip Dewinter à Tel Aviv).
Au Parlement européen les votes les plus systématiquement favorables à Israël proviennent de partis d'extrême droite et eurosceptiques, selon une analyse menée par un groupe d'influence pro-israélien pour la période 2019-2024 et relayée par le journal Le Monde. Ainsi par exemple la Hongrie, la République Tchèque et la Roumanie gouvernées par des partis nationalistes, ont empêché l'adoption d'un texte de l'Union européenne critiquant le transfert de l'ambassade des Etats-Unis de Tel Aviv à Jérusalem décidé par Donald Trump en 2018.
La visite en Israël en 2010 de plusieurs représentants de l'extrême droite européenne débouche sur une « déclaration de Jérusalem » commune ; elle est considérée comme historique, étant la première du genre depuis 1945,,. Parmi les membres de cette délégation figure l'eurodéputé autrichien Andreas Mölzer, ancien conseiller de Jorg Haider (ex-président du FPÖ, parti créé par d'anciens nazis), fondateur de  la revue Zur Zeit, qui recommande à son lectorat des ouvrages du négationniste David Irving et des textes faisant l'éloge de la Waffen SS. La délégation compte également Patrick Brinkmann, président du mouvement allemand anti-islam Pro NRW, mais qui auparavant se situait dans la mouvance du parti néonazi La Patrie (NPD) et de l'Union populaire allemande (DVU), proche des milieux négationnistes. Deux élus du parti belge Vlaams Belang (Filip Dewinter et Frank Creyelman) avaient également entrepris du voyage ;  avant d'afficher des opinions philosémites, le Vlaams Belang demandait l’amnistie pour les Flamands qui avaient collaboré avec le nazisme. Cette délégation rencontre à la Knesset (à titre privé) Arié Eldad, député du parti Union nationale, qui préconise le déplacement forcé des Palestiniens hors d'Israël, en Jordanie. Dans  leur « déclaration de Jérusalem », les visiteurs affirment : « Nous avons vaincu les systèmes totalitaires comme le fascisme, le national-socialisme et le communisme. Maintenant, nous nous trouvons devant une nouvelle menace, celle du fondamentalisme islamique, et nous prendrons part au combat mondial des défenseurs de la démocratie et des droits de l’homme. ». Depuis, les visites de chefs de l'extrême droite européenne en Israël se succèdent, comme celle controversée du premier ministre hongrois Viktor Orban en 2018, ou celle également controversée du vice-premier ministre et ministre de l'Intérieur italien anti-immigration Matteo Salvini en 2019.

## Alliance d'Israël avec l'extrême droite européenne

### Motivations d'Israël

#### Recherche d'appuis européens à la politique de colonisation
Israël considère que les partis d'extrême droite pro-israéliens constituent des appuis précieux à sa politique de colonisation, alors que l'Union européenne aurait une position « outrageusement pro-palestinienne »,,. De fait, le gouvernement autrichien de coalition incluant le FPÖ (Parti de la liberté d'Autriche), parti fondé par d'anciens nazis, est un des rares gouvernements européens à avoir envoyé un représentant pour participer à l'ouverture controversée de l’ambassade américaine à Jérusalem en 2018 ; la reconnaissance de Jérusalem comme capitale unique d'Israël est contraire au droit international, Jérusalem-Est faisant partie juridiquement des territoires palestiniens occupés.

#### Affinités idéologiques avec l'extrême droite européenne
Si pour certains observateurs, Benyamin Netanyahou tend la main à l'extrême droite européenne par intérêt, pour d'autres analystes, comme l'historien Zeev Sternhell, c'est surtout une proximité idéologique avec des partis hostiles à l'idéologie des droits de l'homme, au principe d'égalité et plus généralement aux valeurs des Lumières qui explique le désir du gouvernement israélien de nouer une alliance avec des pays dirigés par des chefs politiques national-populistes. Israël depuis les années 2010 fait « partie intégrante, selon Zeev Sterhell, de ce bloc antilibéral dirigé par des xénophobes nativistes ». Cet historien souligne le retournement spectaculaire qui s'est opéré dans l'histoire juive : alors que les juifs avaient trouvé une protection dans le respect des droits de l'homme et du principe d'égalité quand ils vivaient en diaspora, et alors que le nationalisme raciste avait toujours représenté pour eux le pire danger, l'Etat d'Israël a épousé ces dernières décennies des valeurs politiques contraires à celles qui constituaient pour eux jusqu'alors le meilleur gage de sécurité.
L'extrême droitisation de la vie politique en Israël, particulièrement nette depuis la nomination en 2000 d'Ariel Sharon, figure majeure du Likoud, au poste de Premier ministre, crée des affinités idéologiques avec les partis d'extrême droite européens. Toutefois, à la différence de l'Europe, où l'extrême droite se distingue par son rejet marqué de l'immigration, en Israël la cible prioritaire est la population palestinienne, que ce soit dans les territoires palestiniens occupés, ou en Israël, plutôt que les immigrés - même si les migrants subsahariens sont aussi visés,. La pression exercée par l'extrême droite dans la vie politique se traduit ainsi par une augmentation des violences envers les Palestiniens - augmentation des démolitions de leurs maisons, augmentation du nombre de colonies israéliennes implantées en Cisjordanie. Parmi les mesures emblématiques inspirées par l'extrême droite figurent l'interdiction de commémorer l'exil forcé de 850 000 Palestiniens entre 1947 et 1949, au cours du processus de création d'Israël - interdiction en vertu de  la « loi Nakba (en) », de 2011 - ; la déchéance de la langue arabe qui perd son statut de langue co-officielle, et qui est reléguée au rang de « langue à statut particulier », en vertu de la Loi Israël, État-nation du peuple juif (2018), appelée par ses détracteurs « loi de l’apartheid ».
La montée en puissance de l'extrême droite israélienne n'est pas liée à la crise économique, comme en Europe, ou à un refus de l'immigration, mais principalement, selon le journaliste économique David E. Rosenberg, à l'essor d'un racisme suprémaciste anti-arabe ; en effet le chômage est bas, la croissance économique forte, et l'inflation contenue.
De nouveaux partis politiques ultrasionistes ont vu le jour dans les années 2000-2010 comme Le Foyer juif (HaBait HaYehudí), un parti néo-sioniste formé en 2008 et dont est issu Naftali Bennett, figure majeure de l'extrême droite et Premier ministre israélien ; Israel Beitenu (Israël, Notre Maison), dirigé par le colon d'extrême droite Avigdor Lieberman, ancien membre du groupe terroriste Kach, puis ministre dès 2006 ; et le plus extrémiste, Force juive (Otzma Yehudit) de Michel Ben-Ari et Itamar Ben-Gvir, anciens membres de Kach. Yamina est un autre parti d'extrême droite créé en 2019 par Naftali Bennett ; il réunit  des ultranationalistes religieux et laïcs.

### Rapprochement politique
Le changement de l'attitude du gouvernement israélien à l'égard de l'extrême droite européenne au fil du temps est très perceptible. Ainsi quand en 1999 le FPÖ, Parti de la liberté d'Autriche, situé à l'extrême droite, avait fait son entrée dans un gouvernement de coalition autrichien, la réaction du Premier ministre israélien Ehud Barak avait été très négative, compte tenu du passé nazi de cette formation - Ehud Barak avait alors présenté l'alliance des conservateur avec le FPÖ comme «un pacte avec le Diable» - ; en revanche quand en 2017, une coalition similaire incluant le même FPÖ parvient au pouvoir, la réaction de Benjamin Netanyahou, 18 ans plus tard, est beaucoup plus modérée. Netanayahou adresse un message de félicitations au chancelier fédéral Sebastian Kurz dans lequel il évite toute évocation du FPÖ, et se limite à suspendre les relations avec les 7 membres du gouvernement qui en sont issus,.
En juillet 2017 le Premier ministre israélien Benyamin Netanyahou rencontre en Hongrie son homologue Viktor Orban fondateur du parti Fidesz, « parti nationaliste radical, anti-immigration, eurosceptique et antisémite ». V. Orban avait fait l'éloge, peu de temps avant la visite de Netanyahou, de Miklos Horthy ,« homme d’État exceptionnel »  selon ses termes ; or ce régent du royaume de Hongrie avait collaboré pendant la Seconde guerre mondiale avec l’Allemagne nazie, accepté de promulguer des lois antisémites et consenti à la déportation de 430 000 juifs hongrois – il s'oppose trop tardivement aux déportations, en juillet 1944. Les médias, aussi bien en Israël que dans le monde, s'émeuvent de cette alliance nouée avec Orban.
De plus, alors que Georges Soros, juif d'origine hongroise, engagé contre la politique d'ultradroite de Viktor Orban sur la question de l'immigration, est la cible d'une campagne de dénigrement dans son pays natal – et d'une loi appelée « Stop Soros » - à caractère antisémite, Benyamin Netanyahou, ministre des Affaires étrangères, lui refuse tout soutien et prend le parti de Viktor Orban. Dans un discours prononcé le 15 mars 2017, V. Orban avait attaqué Soros en faisant référence à sa judéité, et en mobilisant les stéréotypes du « Juif apatride, spéculateur et dominateur ». L'ambassadeur d'Israël en Hongrie, Yossi Amrani, s'est indigné pour sa part de cette campagne, qui « évoque non seulement de tristes souvenirs, mais sème la haine et la peur » selon ses termes ; il est désavoué par son ministre de tutelle. Netanyahou juge en effet que G. Soros porte « atteinte aux gouvernements israéliens démocratiquement élus en finançant des organisations qui diffament l’Etat juif, et cherchent à lui nier le droit à se défendre ». Selon RFI en 2017, « le gouvernement israélien ferme les yeux, désormais, sur des actes que certains considèrent pourtant comme étant antisémites », quand de tels actes sont commis par des alliés européens,
B. Netanyahou signe un accord en 2018 avec le premier ministre polonais Mateusz Morawiecki, membre du parti ultraconservateur Droit et justice (Prawo i Sprawiedliwość, PIS), alors même que la Pologne venait d'adopter en février de la même année une loi instaurant une censure de tout propos relatif à la collaboration polonaise avec le IIIe Reich pendant la Seconde Guerre mondiale. Selon le journaliste fils de déporté Dominique Vidal, les dirigeants polonais « aiguillonnent l’antisémitisme » dans leur pays - car des juifs survivants de la Shoah qui auraient témoigné d'agissements coupables de la part de Polonais collaborateurs tomberaient sous le coup de cette loi -, et Benyamin Netanyahou « blanchit son homologue Mateusz Morawiecki » en lui apportant une caution israélienne. Dominique Vidal souligne également le fait que Mateusz Morawiecki a mené une politique autoritaire qui renforce l’exécutif, le contrôle des médias et de la justice par le pouvoir en place, les restrictions du droit des femmes à l'avortement, et qu'il s'est engagé à organiser un référendum sur la peine de mort. Selon l'analyse de l'historien israélien Zeev Sternhell, malgré une brouille diplomatique entre Netanyahou et la Pologne en 2019, le gouvernement polonais dominé par le Parti Droit et justice (PIS) « continue à représenter une sorte d’idéal politique et moral » pour les leaders israéliens.

### Critiques en Israël et dans la diaspora juive
Le président israélien Reuven Rivlin, quoique membre lui aussi du Likoud, déclare en 2016 : «Les prises de position pro-israéliennes de ces partis ne peuvent pas effacer leur idéologie qui rappelle celle des heures les plus sombres de l’Histoire».
En 2018 le mémorial de la Shoah de Yad Vashem critique une déclaration conjointe de Benyamin Netanyahou et du premier ministre polonais portant sur la Shoah en Pologne. Yad Vashem accuse Benyamin Netanyahou de « blanchir l'histoire de l'extermination des juifs polonais pendant la Seconde Guerre mondiale » et de signer un texte qui contient de « graves erreurs et des supercheries » édulcorant la responsabilité de certains Polonais dans cette tragédie. Dans un premier temps, en janvier 2018, le Parlement polonais avait adopté une loi qui criminalisait l'évocation de la collaboration polonaise avec le IIIe Reich, ; cette loi controversée prévoyait jusqu’à 3 ans de prison pour les personnes qui auraient« attribué à la nation ou à l’État polonais, de façon publique et en dépit des faits, la responsabilité ou la coresponsabilité des crimes nazis commis par le IIIe Reich allemand (…), de crimes de guerre ou d’autres crimes contre la paix et l’humanité », ; ainsi des rescapés de la Shoah pouvaient être poursuivis pour avoir seulement mis en cause des Polonais collaborateurs. Dans un deuxième temps, en juin 2018, le Parlement polonais supprime les sanctions pénales prévues dans la loi. Cependant Yad Vashem maintient ses critiques contre la déclaration conjointe israélo-polonaise, en particulier contre une affirmation du texte selon laquelle de « nombreux Polonais ont risqué leur vie pour sauver des Juifs», alors que, selon le mémorial israélien, « l'aide des Polonais aux Juifs pendant la Shoah a été relativement rare et les attaques contre les Juifs et même leur meurtre étaient des phénomènes courants ». De plus, Yad Vashem reproche à Benyamin Netanyahou de cautionner un amendement très insuffisant de la loi qui n'apporte aucune amélioration en matière d'éducation et de recherche sur la Shoah.
Quant aux juifs d'Europe, nombre d'entre eux constate que la célébration d'Israël peut être compatible avec l’antisémitisme. Ainsi en Allemagne, l’Alternative pour l’Allemagne (AfD) a un positionnement favorable à Israël mais cherche à limiter la place de  l’enseignement de la Shoah à l'école. En Autriche, le soutien du FPÖ à Israël, associé à un discours islamophobe, masque le fait que depuis 2014, 24 % des actes antisémites sont dus à des militants d’extrême droite, contre 10 % à des islamistes.
.Une partie de l'extrême droite reste hostile aux relations entre l'extrême droite et Israël.